# 灰帶藍麴黴
灰帶藍麴黴（學名：Aspergillus glaucus）為髮菌科麴菌屬下的一個種。為一種絲狀真菌，由於其在極端環境下的生理耐受度高，因此具有廣泛的環境分佈。像許多其他麴菌屬（Aspergillus）的真菌一樣，它可以是輕度致病的，但在醫學和食品生產中具有許多潛在應用。

## 形態學
灰帶藍麴黴是絲狀和壁薄的，與同屬的其他物種有許多共同特徵。其分生孢子頭（conidial heads）為輻射狀，一般大小約在 5 至 6.5 μm 之間。產生分生孢子之細胞（conidiogenous）形狀為圓柱形，分生孢子（conidium）為圓形或橢圓形。分生孢子梗（conidiophores）通常長 200 至 350 μm ，其壁平滑，在無色至淡褐色之間。菌絲（hyphae）是有分隔且透明的。瓶梗（phialides）覆蓋囊泡（vesicles）的上部，為球狀至亞球狀，單列，直徑在 15 至 30 μm 之間。子囊（asci）包含八個孢子，通常為不規則，而子囊殼（perithecia）通常是黃色的。其黴菌外觀常可見黃色或綠色斑塊。

## 習性與生長環境
由於其生理上的特徵，灰帶藍麴黴是一種非常強壯的嗜旱真菌（xerophilic fungus），可於各種不同的環境中存活。此種能夠在低濕度環境中生長，也能夠在乾燥地區生長。其可生長溫度範圍為 4°C至 37°C，因此在冬季它也能生長良好，亦是少數可發現於北極地區的真菌之一。然而，生長的最佳溫度範圍在 24°C和 25°C之間，這個溫度範圍被認為是最適合生長的，大約會在一到三週內達到成熟。它也是該屬中耐滲透性最強種類之一，能夠在 60％ 的蔗糖濃度下發育，也能夠生長在非常甜的糖漿和食品中。

## 病理
有些菌株可能產生黴菌毒素（mycotoxins），有實例顯示它會導致致命的腦部感染。雖然如此，它並不被認為是非常致病的，因為它的生長溫度超過 35°C就會被限制。此外，即使作為病原體，也不被認為是高危險的，因為它對抗真菌治療非常敏感。另外，除了引起肺炎（pneumonitis）和各種形式的皮膚炎（dermatitis）之外，它也是已知的過敏原和刺激物。

## 應用
應用於日本料理中的燻發酵魚片（鰹節）。在製備的最後階段，將其培養物噴灑到魚上，使之發酵。但由於其會產生β-硝基丙酸（beta-nitropropionic acid）毒素，因此一直存在健康問題。
另一種可能的應用是作為抗癌劑的用途，其真菌毒素 aspergiolide A 具有作為抗癌劑的潛力。最後，由於其北極棲息地和低基本生長溫度範圍，灰帶藍麴黴為能夠在低溫下發揮功能之酶的潛在來源，儘管該領域的研究還相對較新。